# Barbeirinho do Jacarezinho
Carlos Roberto Ferreira César, mais conhecido como Barbeirinho do Jacarezinho (Rio de Janeiro, 30 de julho de 1950 – idem, 17 de dezembro de 2017) foi um cantor, cavaquinista, compositor e dirigente de carnaval brasileiro. Compôs ao lado de Marcos Diniz e Luiz Grande o Trio Calafrio. Teve músicas gravadas por Zeca Pagodinho, Bezerra da Silva, entre outros artistas. As principais composições foram "Caviar", "Dona Esponja", "Sequestraram minha sogra", entre outras.

## Biografia
Seu pai era tocador de acordeom e barbeiro, o que originaria seu apelido. Sua família residia no Jacarezinho, onde Barbeirinho também moraria por toda a vida.
Uma de suas primeiras canções a serem gravadas foi "Aperta o cinto", por Bezerra da Silva. No ano de 1992, em parceria com em parceria com Rodi do Jacarezinho, escreveu "Fiquei amarrado na sua blusinha", incluída no álbum  "Um dos poetas do samba", de Zeca Pagodinho, lançado pela RCA. No ano seguinte, o mesmo cantor lançou outro álbum, "Alô, Mundo", em que incluiria outra canção da dupla, "Cabelo no pão careca".
Já em 1996, formou parceria com Marcos Diniz, com quem compôs "Conflito" e "Dona encrenca", canções novamente gravadas por Zeca Pagodinho, para o CD "Deixa clarear".
Em 2016, Barbeirinho do Jacarezinho foi eleito presidente da escola de samba Unidos do Jacarezinho, mas não chegou a concluir seu mandato, falecendo em 17 de dezembro de 2017.
Foi homenageado postumamente pela escola de samba Unidos do Cabral no Carnaval de 2020, com o enredo "O Caviar do Samba no Quintal do Pagodinho... O Cabral Homenageia Barbeirinho do Jacarezinho".

## Discografia
- (2003) Trio Calafrio
- (2001) Quintal do Pagodinho

## Composições
- Aperta o cinto[7]
- Cabelo no pão careca (c/ Rodi do Jacarezinho)[7]
- Carquejo (c/ Luiz Grande e Marcos Diniz)[7]
- Caviar (c/ Luiz Grande e Marcos Diniz)[7]
- Conflito (c/ Marcos Diniz)[7]
- Dona encrenca (c/ Marcos Diniz)[7]
- Dona esponja (c/ Luiz Grande e Marcos Diniz)[7]
- Fiquei amarrado na sua blusinha (c/ Rodi do Jacarezinho)[7]
- Me quebrei na jogada (c/ Luiz Grande e Marcos Diniz)[7]
- Parabólica (c/ Luiz Grande e Marcos Diniz)[7]
- Partido em três (c/ Luiz Grande e Marcos Diniz)[7]
- Poderio de Oswaldo Cruz (c/ Maneco e Marquinhos de Oswaldo Cruz)[7]
- Por dezoito quilates e cinqüenta que morde (c/ Luiz Grande e Marcos Diniz)[7]
- Sindicato do samba (c/ Luiz Grande e Marcos Diniz)[7]
- Suburbano feliz (c/ Luiz Grande e Marcos Diniz)[7]